# Carta Pisana
La Carta Pisana és un mapa realitzat a finals del segle xiii, al voltant de 1275-1300. Es va trobar a Pisa, d'aquí el seu nom. En ell es mostra el conjunt Mar Mediterrani, Mar Negre i una part de l'oceà Atlàntic, des del nord de l'actual Marroc (fins aproximadament el paral·lel 33° nord, amb la ciutat de Azemmour) que avui dia es troba als Països Baixos, però la precisió i el detall del mapa es limita principalment al Mediterrani. És la carta nàutica més antiga (és a dir, no simplement un mapa, sinó un document que inclou instruccions de navegació). Es tracta d'una carta portolana, que mostra un estudi detallat de les costes, amb molts ports, però no té cap indicació de la topografia ni de la toponímia de l'interior. En aquest mapa, el nord és a la part superior, en contrast amb altres mapes de la mateixa època, com el mapa de Hereford (ca. 1300), on a la part superior hi trobem l'Est.

## Origen i contingut
Els possibles llocs d'origen per al mapa són Pisa, on va ser trobat, Venècia, i Gènova, que és el lloc d'origen acceptat pels experts. Pel que fa a la densitat dels ports referenciats en el mapa, és més alta a la costa de la mar Tirrena, i més baixa a la Mar Jònica. Aquesta és una possible evidència que el mapa és d'origen genovès, atès que en aquells moments, Gènova era una gran potència a la mar Tirrena. A més a més, la primera referència textual de la utilització d'una carta marítima detallada, el 1270, està referida a un vaixell de la croada de Sant Lluís que va rebre ajuda dels genovesos.
La inexactitud de la part atlàntica de la Carta Pisana, especialment en comparació amb la gran precisió de la part Mediterrània, pot ser exemplificada amb la seva representació de Gran Bretanya: una forma irregular, rectangular, situada en un eix Est-Oest, amb només sis noms de llocs indicats per a tota l'illa de Gran Bretanya. Civitate Londra (Londres) es col·loca al centre de la costa sud de l'illa.
Pel que fa a la data del mapa, la seva antiguitat ve limitada per la menció de la ciutat de Manfredonia, que va ser fundada pel rei Manfred de Sicília el 1256.
Les fonts utilitzades en l'elaboració de la Carta Pisana són difícils de determinar. L'ús de diverses variants dialectals en els noms de llocs indicats en el mapa, tendeix a suggerir que aquests van ser compilats de diverses fonts regionals per a fer el mapa. Altres possibilitats inclouen un hipotètica carta portolana anterior, avui desapareguda, o la influència de la cartografia romana antiga. No obstant això, no hi ha absolutament cap prova que recolzi l'existència d'una carta portolana anterior, i el fet que el mapa té errors flagrants sobre Itàlia soscavaria la teoria d'una influència romana antiga.

## Aspectes de navegació i la seva relació amb la brúixola
El mapa abasta gairebé tota la Mediterrània amb dos cercles de rumbs, un per a la Mediterrània occidental, i un altre per a la zona oriental. Aquests cercles estan dividits en setze parts, corresponent cada una de les setze divisions del mapa a una direcció de la rosa dels vents. A més a més, compta amb una escala bidireccional (vegeu mapa), subdividida en diversos segments que corresponen a 200, 50, 10, i 5 milles. El valor exacte de la "milla portolà" és difícil de calcular en unitats d'avui dia, ja que hi ha discrepàncies entre les zones geogràfiques entre aquest mapa i els altres, però està convencionalment consensuat al voltant d'1,25 quilòmetres.